# Лавошник Юрій Миколайович
Ю́рій Микола́йович Лавошник (9 вересня 1977 — 18 серпня 2014) — майор (посмертно) 93-ї окремої механізованої бригади Збройних сил України, учасник російсько-української війни.

## З життєпису
Народився 1977 року в місті Буринь (Сумська область). 1994 року закінчив буринську середню школу № 2 (станом на 2018 — спеціалізована школа № 2 імені Ю. М. Лавошника). Від 1994 року в Збройних Силах України. 1998-го закінчив Військовий інститут артилерії при Сумському державному університеті. З того ж року служив у 93-ій окремій гвардійській механізованій бригаді Сухопутних військ Збройних Сил України.
З квітня 2014 року брав участь в боях на сході України; командир батареї, 93-ї окрема механізована бригада.
18 серпня 2014 року загинув під час обстрілу з РСЗВ «Град» — приблизно о 1-й годині ночі, поблизу села Новокатеринівка. Тоді ж загинув старший солдат Перов Артур Дмитрович.
Похований в місті Буринь на Центральному кладовищі.
Вдома лишилися дружина, донька та син.

## Нагороди та вшанування
- Указом Президента України № 873/2014 від 14 листопада 2014 року, «за особисту мужність і героїзм, виявлені у захисті державного суверенітету та територіальної цілісності України, вірність військовій присязі», нагороджений орденом Богдана Хмельницького III ступеня (посмертно).
- 9 вересня 2015 року у місті Буринь на фасаді будівлі спеціалізованої школи № 2 імені Ю. М. Лавошника (вулиця Шевченка, 2), де навчався Юрій Лавошник, йому відкрито меморіальну дошку.
- Його портрет розміщений на меморіалі «Стіна пам'яті полеглих за Україну» у Києві: секція 3, ряд 2, місце 1.
- Вшановується 18 серпня на щоденному ранковому церемоніалі вшанування українських захисників, які загинули цього дня у різні роки внаслідок російської збройної агресії[1]
- 2015 року рішенням Буринської міської ради спеціалізованій школі № 2 присвоєно ім‘я Юрія Лавошника
- Навічно зарахований до списків 3-ї роти Державного ліцею-інтернату з посиленою військово-фізичною підготовкою «Кадетський корпус» імені І. Г. Харитоненка міста Суми.